# Соколов Володимир Ілліч
Соколов Володимир Ілліч - український вчений, інженер-механік; доктор технічних наук (2001), професор (2002). 

## Біографія
Соколов Володимир Ілліч народився 7 вересня 1962 р. в селищі Ольхове Станично-Луганського району Луганської області. 
З 1969 до 1979 рік навчався в середній школі № 2 м. Луганська.
В 1979 році вступив до Ворошиловградського машинобудівного інституту, а в 1984 році закінчив його з відзнакою за спеціальністю «Гідравлічні машини та засоби автоматики» та здобув кваліфікацію інженера-механіка. Після закінчення інституту працював на Луганському верстатобудівельному заводі.
В 1986 році переведений на роботу до Луганського машинобудівного інституту. В 1991 році захистив кандидатську дисертацію в Московському державному технічному університеті ім. Н.Е. Баумана. В 2001 році захистив докторську дисертацію в Донбаській національній академії будівництва та архітектури. В 2002 році присвоєно вчене звання професора.
В 2002 році обраний за конкурсом на роботу до Луганської обласної державної адміністрації, де працював начальником відділу науки. За організаційну роботу в науково-технічній та інноваційній діяльності, у сфері трансферу технологій та захисту інтелектуальної власності відзначений нагородами Міністерства освіти і науки України та Президії Національній академії наук України.
В 2005 році переведений до Східноукраїнського національного університету імені Володимира Даля. З 2005 по 2016 роки займав посади декана механічного факультету, директора інститут прикладної механіки та матеріалознавства, декана факультету машинобудування та електричної інженерії. За сумісництвом очолював кафедру машинобудування, верстатів та інструментів, був членом експертної комісії з механіки і транспорту при Державній акредитаційній комісії. З 2016 року завідувач кафедрою машинобудування та прикладної механіки.
Соколов В.І. автор понад 265 наукових та науково-методичних праць.

## Праці
- Соколов В. І. Підвищення достовірності прогнозування та контролю характеристик газоповітряних викидів промислових вентиляційних систем : Автореф. дис... д-ра техн. наук : 05.23.03 / В. І. Соколов; Донбас. держ. акад. буд-ва і архіт. - Макіївка, 2001. - 32 c. - укр.
- Гідравлічні й аеродинамічні машини : Навч. посіб. / М. Д. Андрійчук, А. О. Коваленко, В. І. Соколов; Східноукр. нац. ун-т ім. В.Даля. - Луганськ, 2005. - 79 c.
- Гідравліка та гідропневмоприводи: навчальний посібник. – Луганськ: СНУ ім. В. Даля, 2008. – 320 с.
- Аерогідромеханіка: навчальний посібник. – Луганськ: СНУ ім. В. Даля, 2009. – 516 с.
- Проектування металорізальних верстатів в середовищі АРМ WinMachine: підручник. – Луганськ: СНУ ім. В. Даля, 2011. – 388 с.
- Проектування зуборізних інструментів з використанням системи КОМПАС : навч. посіб. / О. С. Кроль, Т. О. Шумакова, В. І. Соколов ; Східноукр. нац. ун-т ім. В. Даля. - Луганськ, 2013. - 143 c.
- Автоматизація процесів керування технологічним обладнанням з гідроприводом обертального руху / В. І. Соколов, Ю. Б. Рассказова // Вост.-Европ. журн. передовых технологий. - 2016. - № 2/2. - С. 44-50.
- Тривимірне моделювання металорізальних верстатів та інструментального оснащення : навч. посіб. / О. С. Кроль, В. І. Соколов; Східноукр. нац. ун-т ім. В. Даля. - Сєвєродонецьк : СНУ ім. В. Даля, 2016. - 160 c.
- Гідравліка : навч. посіб. / В. І. Соколов, О. С. Кроль, О. В. Єпіфанова; Східноукр. нац. ун-т ім. В. Даля. - Сєвєродонецьк, 2017. - 159 c.
- Кроль О.С. Методы и процедуры инженерного прогнозирования в станкостроении : монография / О.С. Кроль, В.И. Соколов. – Северодонецк: изд-во ВНУ им. В.Даля, 2017. – 116 с.: табл. 19. ил. 26. библиогр. 77 назв.
- Харламов Ю.А. Трибологическая надежность металлорежущих станков : монография / Ю.А. Харламов, В.И. Соколов, О.С. Кроль. – Северодонецк: ВНУ им. В.Даля, 2017. – 320 с.
- Кроль О.С. Методы и процедуры рационального выбора в станкостроении : монография / Кроль О.С., Соколов В.И. – Сєвєродонецьк: вид-во СНУ ім. В. Даля, 2017. – 112 с.
- Соколов В.І. Дифузійні процеси в системах вентиляції : монографія / В.І. Соколов, О.С. Кроль, О.В. Єпіфанова. – Сєвєродонецьк : вид-во СНУ ім. В. Даля, 2018. – 148 с.
- Krol O.S. 3D Modeling Of Machine Tools For Designers : monograph / O.S. Krol, V.I. Sokolov. – Sofia: Prof. Marin Drinov Academic Publishing House of Bulgarian Academy of Sciences, 2018. – 140 p.: Table. 7. Fig. 127. Bibliogr. 57 names. English language.
- Krol O. Parametric Modeling Of Machine Tools For Designers : monograph / O. Krol, V. Sokolov. – Sofia : Prof. Marin Drinov Academic Publishing House of Bulgarian Academy of Sciences, 2018. – 112 p.: Table. 7. Fig. 74. Bibliogr. 79 names. English language.
- Krol O., Sokolov V. Rational Choice of Machine tools for designers : monograph / Oleg Krol, Volodymyr Sokolov. – Sofia : Prof. Marin Drinov Academic Publishing House of Bulgarian Academy of Sciences, 2019. – 114 p.
- Забезпечення надійності різального інструмента : навч. посібник / Ю. О. Харламов, В. І. Соколов, О. С. Кроль та ін. – Северодонецьк : вид‐во СНУ ім. В. Даля, 2019. – 212 с. : табл. 40., іл. 203., бібліогр. 22 назв.
- Assurance of cutting tools reliability: monograph / Yu.А. Kharlamov, V.I. Sokolov, O.S. Krol, O.V. Romanchenko, A.V. Mitsyk. – Severodonetsk : Volodymyr Dahl East Ukrainian National University, 2020. – 190 p.: tables 8., fig. 68., bibliographic 51 names.
- Триботехніка і надійність машин : навчальний посібник / Харламов Ю. О., Романченко О. В., Соколов В. І., Кроль О. С., Єпіфанова О. В. – Сєвєродонецьк : вид-во СНУ ім. В. Даля, 2021. – 184 с.: табл. 23, іл. 59, бібліогр. назв 117.